# .lv
.lv es el dominio de nivel superior geográfico (ccTLD) para Letonia.